# Egretta vinaceigula
Egretta vinaceigula là một loài chim trong họ Diệc.
Loài này sinh sống ở Nam Trung Phi. Các quần thể lớn nhất được tìm thấy ở Zambia và Botswana. Trong Zambia có lẽ có từ 500 đến 1.000 cá thể, chủ yếu được tìm thấy tại Vườn Quốc gia Liuwa Plain, Kafue Flats và Hồ Bangweulu trong một số năm nhưng không có ghi chép xác nhận sinh sản. Ở miền bắc Botswana có một dân số có lẽ hơn 2.000 cá thể, chủ yếu ở các vùng lân cận của vùng đồng bằng sông Okavango và sông Chobe.